# 地位不一致
地位不一致（英語：Status inconsistency），是由美國社會學家哲哈德·藍斯基於1950年代《地位結晶化：地位的非垂直面》(Status Crystallization: A Non-Vertical Dimension of Status)書中所提出的一個社會地位概念，意指一個人在社會中的位置，可能对自己的社会地位同时有正面和负面的影响，并延伸至實際的社會互動上。
藍斯基的觀點出發自韋伯的社會階層三元論(階層具有地位、階級、政黨三要素)，但提出新觀點，認為階層並非僅具垂直面向，而是一個同時與其他地位团体比較、互動而產生出的概念。
其研究緣起於美國當時有許多猶太家族，因為經商成功而獲取豐富的經濟資源，但因為族群區隔關係而始終於美國受到不平等待遇或隱性排斥(參見：制度暴力)。
舉例來說，一個老師因為教育程度高、或是名聲卓著而受他人景仰(地位高)，並且於該地位團體中具有影響力，但是他的薪水只有其他教師平均值的一半，
這時候個人所產生的心理體驗(相對剝奪感：假設價值等於薪水價格)、以及他人觀感變化(刻板印象)、總體地位降低，甚至影響至實際行為(角色衝突)的情形，即為地位不一致現象。
藍斯基認為，地位不一致的現象將引發社會衝突、社會不平等、亦有可能形成社會壁壘(social closure)，造成社會不穩定。
與其相對的概念是「地位結晶化」(status crystallization)，意指與前揭情況相反，一個有錢有勢、地位又高的個人，將能以自己資源與地位團體做強力結合，並且將穩固自身的地位、亦能將這種優勢以種種方法(文化資本、文化複製、資源重分配等)傳向下一代。